# Trochosa guatemala
Trochosa guatemala este o specie de păianjeni din genul Trochosa, familia Lycosidae, descrisă de Chamberlin și Ivie în anul 1942.
Este endemică în Guatemala. Conform Catalogue of Life specia Trochosa guatemala nu are subspecii cunoscute.